# Vicente Sánchez (futbolista)
Vicente Sánchez García (Lima, 6 de junio de 1950) conocido como el «Mocho» Sánchez, es un exfutbolista peruano que se desempeñaba en la posición de delantero, militó en diversos clubes de Perú.

## Biografía
Realizó inferiores en el Sport Boys del Callao, pero terminó debutando en el futbol profesional con Centro Deportivo Sima, a la edad de 18 años. En 1971 pasó a Defensor Lima de Breña y en 1972 volvió a Deportivo Sima.
En 1973 fichó por el FBC Melgar de Arequipa, donde jugó hasta inicios del año siguiente cuando pasó a jugar en Alianza Lima.
En 1975 tuvo un paso fugaz por el Racing de Santander, pero debido a problemas con la dirigencia volvió al futbol peruano.
Ese mismo año tuvo el primero de dos pasajes a Unión Tumán, compartiendo delantera nuevamente con Pedro Pablo León, quien ya había coincido con Alianza Lima un año antes. En 1976 fue a León de Huánuco, donde se convirtió goleador del equipo en su primer año y en 1978 se incorporó al Deportivo Junín y posteriormente al Juventud La Palma, un año después.
Sus siguientes equipos fueron Atlético Torino de 1981 a 1983 y Alianza Fútbol Club (El Salvador) en 1984, año en el que se retiró.
Con Atlético Torino logró el subcampeonato nacional en el Campeonato Descentralizado 1981, disputando así la Copa Libertadores por primera y única vez en su carrera.

## Clubes
| Club              | País        | Año         |
| ----------------- | ----------- | ----------- |
| Deportivo Sima    | Perú        | 1969 - 1970 |
| Defensor Lima     | Perú        | 1971        |
| Deportivo Sima    | Perú        | 1972        |
| FBC Melgar        | Perú        | 1973        |
| Alianza Lima      | Perú        | 1974        |
| Unión Tumán       | Perú        | 1975        |
| León de Huánuco   | Perú        | 1976 - 1977 |
| Deportivo Junín   | Perú        | 1978        |
| Juventud La Palma | Perú        | 1979 - 1980 |
| Atlético Torino   | Perú        | 1981 - 1983 |
| Alianza           | El Salvador | 1984        |

## Palmarés
| Título           | Club           | País | Año  |
| ---------------- | -------------- | ---- | ---- |
| Segunda División | Deportivo Sima | Perú | 1969 |